# Karl Kautsky
Karl Johann Kautsky (Praga, 16 d'octubre de 1854 - Amsterdam, 17 d'octubre de 1938)fou un teòric i dirigent socialista marxista alemany, forjador de les teories socialdemòcrates de la II Internacional i del Partit Socialdemòcrata d'Alemanya (SPD).

## Trajectòria
Militant de l'SPD d'ençà la seva fundació, s'alineà amb les tesis marxistes de Karl Marx i Friedrich Engels vers el 1881, any en el qual esdevingué secretari de l'SPD. Dirigí l'òrgan de premsa de la II Internacional Die Neue Zeit («Els nous temps»; 1889-1917). Participà en la redacció del Programa d'Erfurt de 1891. Escriptor prolífic, exercí la seva influència a través d'articles, llibres i pamflets que va editar en gran número.
Dins del corrent socialista marxista se situava al centre doctrinal, entre el revisionisme d'Eduard Bernstein i l'esquerranisme de Rosa Luxemburg. Contrari a la union sacrée dels partits socialistes europeus amb l'estat liberal burgès durant la Primera Guerra Mundial, s'escindí de l'SPD per fundar l'any 1917 amb Eduard Bernstein i d'altres militants socialistes el Partit Socialdemòcrata Independent d'Alemanya (USPD).
Amb la revolució socialdemòcrata de 1918 a Alemanya, entrà al govern provisional presidit pel socialista Friedrich Ebert. Fou viceministre d'afers exteriors, càrrec que abandonà després de l'assassinat de Rosa Luxemburg, el gener de 1919.
S'enfrontà políticament amb Lenin per les actuacions endegades pel govern revolucionari bolxevic sorgit de la Segona Revolució Russa de 1917, que denuncià al seu llibre Terrorisme i comunisme (1918). Lenin el contestà amb un atac molt dur a La revolució proletària i el renegat Kautsky (1919). Finalment, abandonà Alemanya a inicis dels anys 1920 i residí a Viena fins a l'Anschluss austríac organitzat per Adolf Hitler el 1938. S'exilià, doncs, primer a Txecoslovàquia i a la fi, als Països Baixos, on morí.